# Зябликово (станція метро)
55°36′43″ пн. ш. 37°44′43″ сх. д. / 55.61194° пн. ш. 37.74528° сх. д.
«Зя́бликово» (рос. Зябликово) — кінцева станція південного радіусу Люблінсько-Дмитрівської лінії Московського метрополітену, наступна за станцією «Шипиловська». Розташована на півдні Москви, на східній стороні Ясеневої вулиці під рогом з Оріховим бульваром, на межі районів Зябликово і Орєхово-Борисово Південне. 185-а за рахунком станція Московського метрополітену.
Відкриття станції у складі черги «Мар'їно» — «Зябликово» відбулася 2 грудня 2011.

## Технічна характеристика
Конструкція станції — односклепінна мілкого закладення (глибина закладення — 14,3 м). У центральній частині станції склепіння піднято, і над коліями розташовані балкони що використовуються для пересадки, сполучені з платформою двома сходами. У конструкції склепіння для обслуговування світильників передбачені службові галереї, що з'єднують підземні вестибюлі станції. Споруджена з монолітного залізобетону, розташована на кривій радіусом 1500 м.
Завдяки центральній частині, станція Зябликово стала другою у Московському метрополітені по висоті (9,35 м) після Комсомольської.

## Вестибюлі і пересадки
Станція має два підземні вестибюлі. Північний вестибюль знаходиться на південний схід від перетину Ясенєвої вулиці з Оріховим бульваром, має виходи по обидві сторони Ясеневої вулиці, пов'язаний зі станцією трьома стрічками ескалаторів і ліфтом. Південний вестибюль знаходиться на східній стороні Ясеневої вулиці, має вихід тільки на парну сторону вулиці, пов'язаний зі станцією сходовим маршем.
Утворює пересадний вузол зі станцією «Красногвардійська» Замоскворіцької лінії, перехід здійснюється через пішохідні тунелі, що зв'язують зали обох станцій. З боку «Красногвардійської» перехід обладнаний ліфтом, з боку «Зябликово» безпосередньо на переході ліфта немає, він є тільки на виході через північний вестибюль, через який проходить пересадка. Через особливості конфігурації вестибюля для проходу до цього ліфта з боку «Красногвардійської» необхідно вийти за межі оплаченої зони і знову пройти через турнікет.

### Пересадки
- Метростанцію  «Красногвардійська»
- Автобуси: м77, м78, м82, м86, с819, 828, 837, с848, с894, 899, н5

## Колійний розвиток

Схема колійного розвитку станції «Зябликово»

Станція з колійним розвитком — 9 стрілочних переводів, перехресний з'їзд, з'їзд між станційними коліями, 2 станційні колії для обороту та відстою рухомого складу, 2 колії для відстою рухомого складу та одноколійна ССГ на Замоскворіцьку лінію.

## Оздоблення
Три станції південного радіусу Люблінсько-Дмитровської лінії об'єднані загальним концептуальним рішенням і створюють єдиний архітектурний ансамбль. Колірна гамма станції «Зябликово» заснована на поєднанні чорних, сірих і білих тонів. Колійні стіни оздоблені алюмінієвими панелями кольору патинованої міді. Підлога викладена смугами сірого і чорного граніту. Склепіння станції виконано у вигляді прямокутних ніш між несучими арками.